# Buigen

Eindige-elementenmethode computersimulatie van de Von Mises-spanning tijdens het buigen van een buis

Buigen, een relatief jonge metaalbewerking, is het vervormen van bijvoorbeeld metalen buizen of kokers door er een bocht in aan te brengen met behulp van een buigmoment. Walsen, rolvormen en kanten zijn ook vormgevingstechnieken door buiging van metalen, alleen gaat het daarbij om metalen platen, zie daarvoor de desbetreffende lemma's.
Het is een ingewikkeld proces waarbij met een aantal factoren rekening moet worden gehouden. Bij het buigen van buis kunnen er twee problemen voordoen:
- doordat de buitenwand van de buis c.q. bocht dunner wordt, kan deze openscheuren;
- aan de binnenkant van de bocht kan plooivorming ontstaan.

## Geschiedenis
Het buigen van (metalen) buizen of het walsen van profielen is een ingewikkeld proces. Nog niet zo lang geleden werden bochten in buis door een koperslager gemaakt. Allereerst werden twee halve buizen in een bochtvorm geklopt.
Deze twee helften werden vervolgens aan elkander gesoldeerd of gelast. Tegenwoordig worden buizen in hun geheel aangeleverd waarna deze pas gebogen worden. Een bekende toepassing hiervan zijn de water- en verwarmingsbuizen. Deze werden dan vaak ter plekke gebogen.
Steeds vaker worden bochten "op klantspecificatie" prefab aangeleverd. Met name in de industriële omgevingen, zoals de automobiel-, machinebouw-, ketel,- petrochemie,- maar ook de hightechsector worden voorafgebogen buis toegepast. En dan komt het steeds vaker voor dat gebogen buis met de aan- en toevoerbuizen als geheel worden toepast. Hierbij vervallen vaak gelaste verbindingen met daartussen gebogen buis.

## Buiggereedschappen
Voor het buigen van een bocht zijn minimaal een buigblok (waar de buis omheen wordt gebogen), het klemblok (dat de buis op zijn plaats moet houden als die in het buigblok wordt gebogen), een geleider (die de buis volgt tijdens het buigproces) en een doorn om de buis rond te houden nodig. De gereedschappen zijn bij het buigen net zo belangrijk als de buigmachine en de eigenschappen van het te buigen materiaal.

## Buigradius en het buigblok
Het buigblok is het belangrijkste gereedschap dat de buigradius van de buis bepaalt. De vorm van het buigblok hangt af van de buitendiameter van de buis (OD = outside diameter) en de hartlijnstraal (CLR = central line radius). Het buigblok moet altijd nauwkeuriger zijn. De nauwkeurigheid van de radius wordt daarbij voornamelijk bepaald door de constantheid van de kwaliteit van het materiaal. De radius van de buigmal dient bij hoge nauwkeurigheid kleiner te worden gekozen afhankelijk van de "vering" van het materiaal.

## Het klemblok
Naast het kiezen van het juiste buigblok, is het tevens belangrijk middels een klemblok de juiste griplengte en gripoppervlak te bepalen. Het klemblok heeft vaak een karteling voor meer grip. Het klemblok heeft als primaire functie om de buis stevig vast te drukken tegen het buigblok.

## De geleider
De lengte is afhankelijk van het aantal graden van de te buigen bocht (DOB = degree of bend) en de CLR van het buigblok.

## De plooienstrijker
Dit gereedschap heeft als primaire functie het voorkomen van rimpels aan de binnenzijde van de buigbocht, m.n. bij een kleine CLR. Een juiste instelling van de plooienstrijker is essentieel voor een goede bocht en de levensduur van de plooienstrijker.

## De buigdoorn
Doornen zorgen ervoor, mits juist ingesteld en het juiste gekozen type, dat de buitendiameter van de buis niet invalt. Er zijn verschillende soorten doornen. De plug-doorn wordt met name gebruikt voor buis met een dikkere wanddikte en/of een grote CLR. Voor buis met een dunne wand worden speciale zogenaamde kogeldoornen gebruikt.
Deze kogeldoornen kunnen worden uitgerust met speciaal voor de te buigen bocht gevormde kogels. Naast dit alles dient natuurlijk de buigmachine geschikt te zijn voor de te buigen buis c.q. bocht en dient deze optimaal geprogrammeerd en afgesteld worden qua druk e.d. 
Onderdelen bij het buigen:
- Buigblok
- Klemblok
- Liniaal
- Buigdoorn
- Plooienstrijker

## Tribologie
Voor het maken van goede bochten is het gebruik van smering cruciaal. De aard van de smering (vet, olie, speciale pasta) is afhankelijk van het te buigen materiaal. De hoeveelheid te gebruiken smering dient tijdens het buigproces proefondervindelijk bepaald te worden.